# Дашков, Андрей Яковлевич
Андрей Яковлевич Дашков (1775—1831) — русский дипломат, первым представлявший Россию в США с 1808 по 1817 год.

## Биография
Родился 12 (23) марта 1775 года. Представитель рода Дашковых. Сын от первого брака надворного советника Якова Андреевича Дашкова (который с 1792 года был женат вторым браком на Александре Евграфовне Татищевой).
Службу начал в 1786 году в лейб-гвардии Семёновском полку сержантом. В 1799 году вышел в отставку в чине гвардии подпоручика.
С 1804 года состоял на службе в департаменте коммерции, старшим помощником. В 1807 году были официально установлены дипломатические отношения между Россией и США и в следующем году Андрей Яковлевич Дашков был определён в качестве «российского генерального консула и поверенного в делах в США»:

«Движимый желанием расширять дружественные и торговые связи, соединяющие все цивилизованные народы, и веря в мудрость Вашей политики, Его Императорское Величество возложил на меня важную задачу содействовать развитию торговых отношений между обеими странами, укреплять связующие их узы дружбы и предотвращать все, что могло бы её омрачить».— Из речи, адресованной президенту США Джеймсу Мэдисону и Конгрессу (1809 г.)

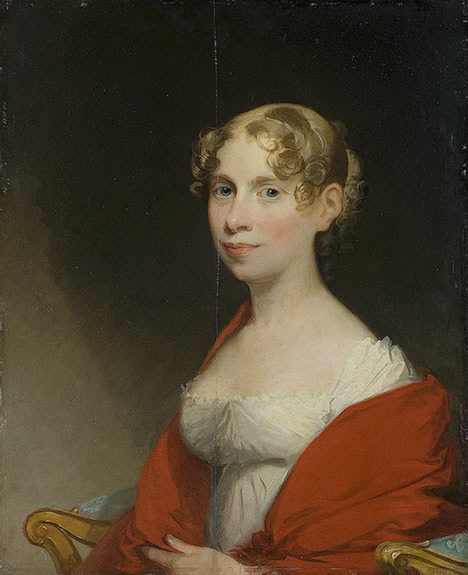
Евгения Дашкова на портрете Г. Стюарта, создан в период её пребывания с мужем в Америке.

По решению Александра I он одновременно занимал пост члена-корреспондента Российско-американской компании, что давало ему право служить связующим звеном компании с правительством США и защищать перед ним её интересы.
С 1811 года его должность стала официально именоваться «Чрезвычайный посланник и полномочный министр России при Конгрессе США». Благодаря участию Дашкова, генерал Моро, живший в Америке изгнанником, вернулся в 1813 году в Европу по приглашению императора Александра I.
В 1817 году Дашков был отозван в результате серьёзного дипломатического скандала, вызванного «делом Н. Козлова» (генерального консула России в Филадельфии, обвиненного в изнасиловании несовершеннолетней). Был оставлен при Коллегии иностранных дел.
В 1819 году подал тогдашнему министру народного просвещения и президенту Библейского общества князю A. H. Голицыну проект улучшения тюремной части и объяснительную записку, которая впоследствии была напечатана в «Русской старине» (1879. — С. 541—551).
С 1820 по 1821 год состоял при константинопольской миссии управляющим делами по судебной и коммерческой части. С 1826 года — действительный статский советник.
В 1828 году был откомандирован в Главное управление цензуры в качестве члена со стороны Министерства иностранных дел. В 1829 году был награждён орденом Св. Владимира 3-й степени и вышел в отставку.
Скончался 23 июня (5 июля) 1831 года в Стокгольме (в Петербургском некрополе указана дата смерти 21 июня); похоронен на Большеохтинском кладбище.
От брака с баронессой Евгенией Иосифовной Прейссер (1783—1881) имел сына Якова (1803—1872).